# Estroncio-89
El estroncio 89 (89Sr) es un isótopo radioactivo de estroncio producido por fisión nuclear, con un periodo de semidesintegración de 50,57 días. Sufre desintegración β- en 89Y. El 89Sr' tiene una aplicación en medicina.

## Efectos fisiológicos y uso médico

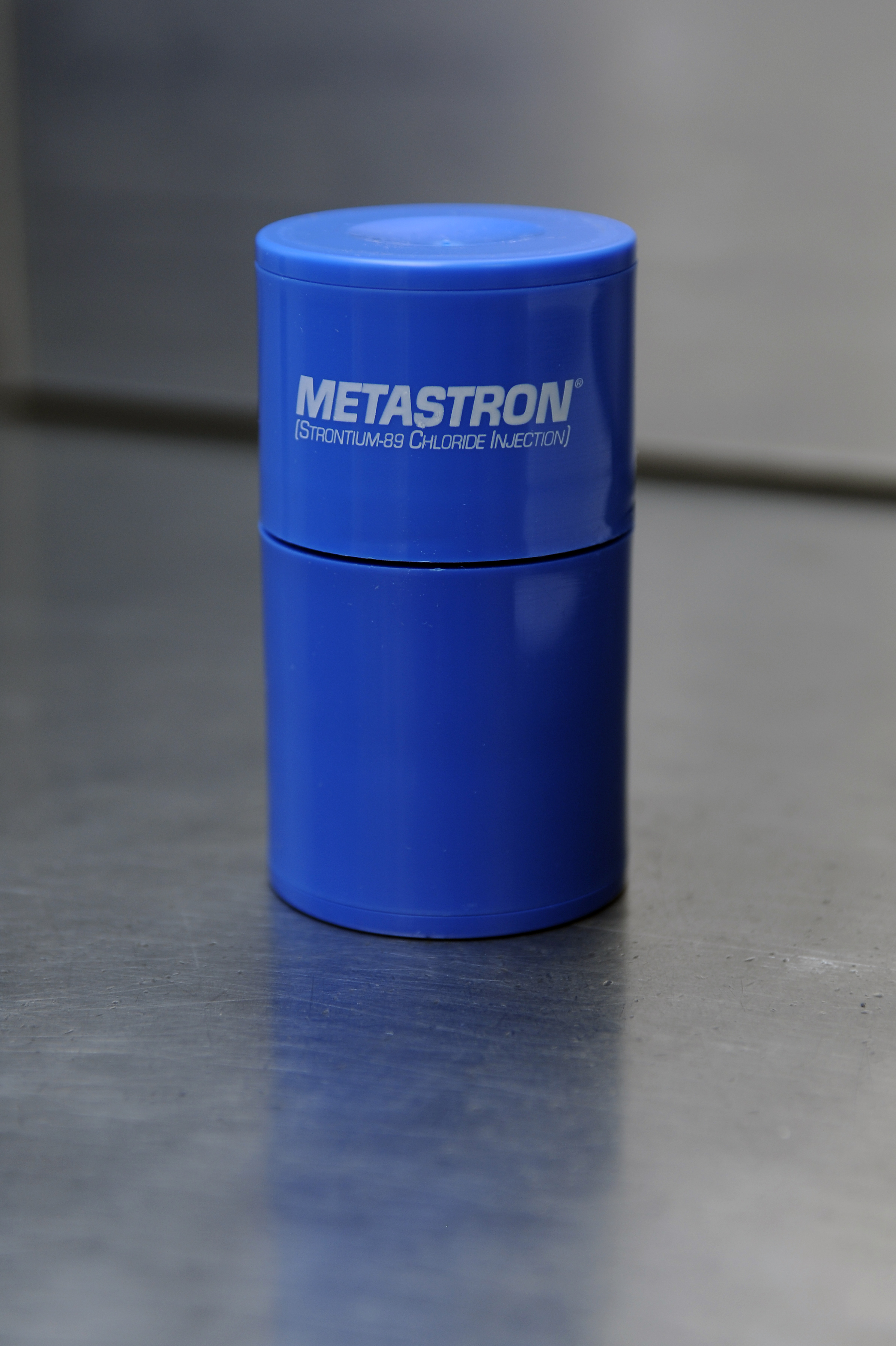
Metastron, una preparación de cloruro de ^{89}Sr hecha por GE Healthcare y utilizada para fines tales como el tratamiento del cáncer de próstata.

El estroncio pertenece a la misma familia periódica que el calcio (metales alcalinotérreos) y se metaliza de manera similar. 89Sr, utilizado en el tratamiento de las metástasis óseas (hueso) se dirige preferentemente a las regiones metabólicamente activas del hueso.  Como tal, la administración intravenosa o intracavitaria de 89Sr puede ser útil en la paliación de las metástasis óseas dolorosas, ya que permite que la radiación se dirija a las lesiones metastásicas, induciendo la apoptosis de las células, la membrana y el daño de proteínas. Posteriormente, se puede reducir el dolor óseo resultante de la liberación de citoquinas en el sitio de las lesiones, la compresión nerviosa asociada al hueso y el estiramiento del periostio. El tratamiento con 89Sr ha sido particularmente eficaz en pacientes con cáncer de próstata resistente a hormonas, lo que a menudo conduce a una disminución de la necesidad de analgésicos opioides, un aumento del tiempo hasta una mayor radiación y una disminución de los marcadores tumorales.
Es un radioisótopo artificial que se utiliza en el tratamiento del cáncer de hueso. En circunstancias en las que los pacientes con cáncer tienen metástasis ósea generalizada y dolorosa, la administración de 89Sr da como resultado el suministro de partículas beta directamente al área de problema óseo, donde la rotación de calcio es mayor.